# Jorge García Rulfo
Jorge García Rulfo (* 27. September 1953) ist ein ehemaliger mexikanischer Fußballspieler auf der Position eines Torwarts.

## Laufbahn
García Rulfo stand in den 1970er-Jahren bei den Leones Negros de la UdeG unter Vertrag und erreichte mit dem Verein zweimal in Folge die Finalspiele um die mexikanische Fußballmeisterschaft, die in beiden Fällen verloren wurden. In der Saison 1975/76 kam er jedoch kaum zu Einsätzen, weil er hinter dem neu verpflichteten früheren Nationaltorhüter Ignacio Calderón kaum Chancen auf Einsätze erhielt. Der mehrfache mexikanische Meister Calderón war vom Stadtrivalen Deportivo Guadalajara verpflichtet worden und bestritt die meisten Begegnungen der Saison 1975/76. In der folgenden Saison 1976/77 kam García zu mehr Einsätzen und bestritt auch die Spiele um die Meisterschaftsendrunde.
Dennoch war die Torhüterposition bei den Leones Negros weiterhin stark umkämpft und Einsätze unsicher, so dass García zum Stadtrivalen Atlas Guadalajara wechselte, mit dem er am Ende der Saison 1977/78 den dritten und bisher letzten Abstieg des Vereins in die zweite Liga hinnehmen musste.
Anschließend spielte García bei Deportivo Guadalajara, für die er in den Spielzeiten 1978/79 und 1979/80 insgesamt 47 Einsätze absolvierte.
Während seiner Zeit bei Deportivo Guadalajara kam García auch zu seinem einzigen Länderspieleinsatz, als er am 8. Februar 1979 in Tampico gegen die Sowjetunion (1:1) für den anfangs spielenden Gregorio Cortés eingewechselt worden war.
Außerdem spielte García auch beim Club Social y Deportivo Jalisco und bei den Tecos de la UAG, so dass er bei allen fünf Vereinen aus Guadalajara, die in der zweiten Hälfte der 1970er-Jahre in der höchsten Spielklasse vertreten waren, das Tor hütete.